# Eduard Karsen

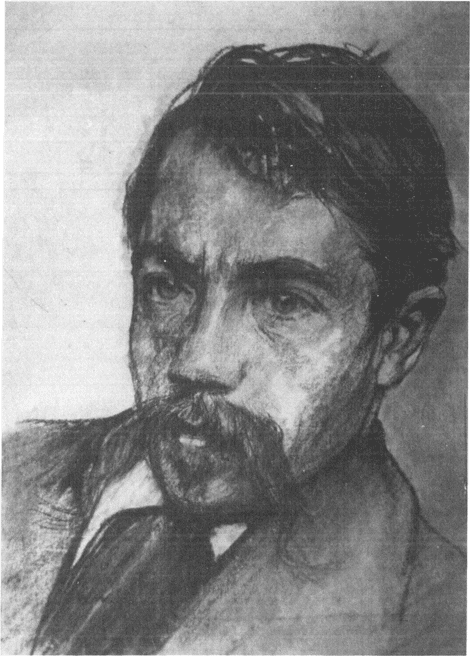
Eduard Karsen, door Willem Witsen, 1891

Johann Eduard ('Ed') Karsen (Amsterdam, 10 maart 1860 – aldaar, 31 oktober 1941) was een Nederlands kunstschilder. Hij behoorde tot de beweging van de Tachtigers.

## Leven
Eduard Karsen was de zoon van de romantische schilder Kaspar Karsen. Hij trad eerst in de leer bij zijn vader en studeerde vervolgens aan de Rijksakademie van beeldende kunsten in Amsterdam. Daar maakte hij kennis met een groep jonge kunstenaars die een bepalende invloed zouden hebben op het artistieke leven in het laat-negentiende-eeuwse Nederland: Antoon Derkinderen, Willem Tholen, Jacobus van Looy, Jan Veth en Jan Toorop. Hij raakte bevriend met George Breitner en Isaac Israëls, die op de academie in Den Haag zaten. Samen met Willem Witsen, Derkinderen en Toorop was hij in 1880 oprichter van kunstenaarsvereniging Sint Lucas. Via Witsen en Albert Verwey, met wie hij later een uitgebreide correspondentie onderhield, werd Karsen ook geïntroduceerd in de beweging van de Tachtigers.

#### Saar de Swart
Een markerend moment in het leven van Karsen was de heftige liefde die hij in 1888 opvatte op beeldhouwster Saar de Swart (1861-1951), op wie eerder ook Willem Kloos al verliefd was geweest. "Ik keek haar aan en haar ogen schoten een zwarte straal op mij", schreef hij later: "ik voelde een vreemde afstand tussen mij en die vrouw, alsof er een lange stok tussen haar borst en de mijne was geplaatst. Iets als een ernstige waarschuwing. Ik voelde dat ik die vrouw nooit bereiken zou, maar tien magneten trokken mij tot haar aan." De Swart bleek echter lesbisch, toonde wel sympathie voor hem, maar wees hem duidelijk af: een grote klap voor Karsen. "De ergste smart, is de pijn van smart te hebben en geen dichter te zijn", schreef hij daarover aan Kloos. Psychiater-schrijver Frederik van Eeden schreef in 1889 aan de op dat moment in Londen verblijvende Willem Witsen dat "de arme kerel nog steeds geheel van streek is". Hij raadde Karsen aan om Witsen in Londen te bezoeken, ter afleiding. Na zijn terugkeer naar Amsterdam veranderde Karsens verliefdheid op De Swart echter geleidelijk in wrok. Hij begon haar te belasteren en er moest zelfs een door Veth georganiseerd 'scheidsgerecht' aan te pas komen om de ontstane ruzie op te lossen, waarbij hij in het ongelijk werd gesteld. Karsen bleef nog jarenlang wrokken. De rest van zijn leven meed hij allen die bij de affaire betrokken waren.

## Werk
Het mysterieuze, poëtische karakter van de schilderijen van Karsen, de 'schilder van de vroege avond', sloot aan bij het werk van de Tachtigers. Zijn stijl doet denken aan de Haagse School, waarbij de invloed van Breitner duidelijk herkenbaar is. Hij schilderde vooral stads- en dorpsgezichten en boerderijen in het 'stille schemeruur' van de ochtend of avond. Menselijke aanwezigheid is in zijn werk tot een minimum beperkt.
Kunsthistoricus en directeur van het Kröller-Müller Museum Bram Hammacher schreef in 1947 in zijn met de P.C. Hooft-prijs bekroonde boek Eduard Karsen en zĳn vader Kaspar: "Karsen geeft zich nooit geheel aan de dingen; hij ziet ze aan, maar hij verlangt wat anders, zijn ziel leeft elders. Hij verwondert zich dingen te vinden zoals ze zijn. Over hem komt, wat over ieder van ons wel komt en wat herhaaldelijk in kinderen is: de bevreemding. Vreemd al die dingen en mensen, vreemd die huizen, je kent het leven wel, maar vandaag is het of je voor het eerst ziet".
Albert Verwey noemde Karsen in een essay uit 1908 een 'gemoedsschilder': "Wie aan Karsen denkt als de jonge, intuïtieve gevoelsschilder, die denkt aan schilderijen waarin meer dan alleen stemming voelbaar is. Bijvoorbeeld het ‘Begijnenhof’. Daar staan alle vormen in de gevoelsnevel, als verdwaald uit een lang geleden eeuw, en toevallig tot een tijdelijke vorm geraakt <...>. De avond, of liever de zonsondergang wordt zijn ware moment, als in het sonnet van Kloos:
En ver, daar ginds, die zacht gekleurde lucht

Als perlemoer, waar iedre tint vervliet

In teerheid...."
Werk van Karsen bevindt zich onder andere in het Rijksmuseum Amsterdam en het Rijksmuseum Kröller-Müller in Otterlo.

## Galerij

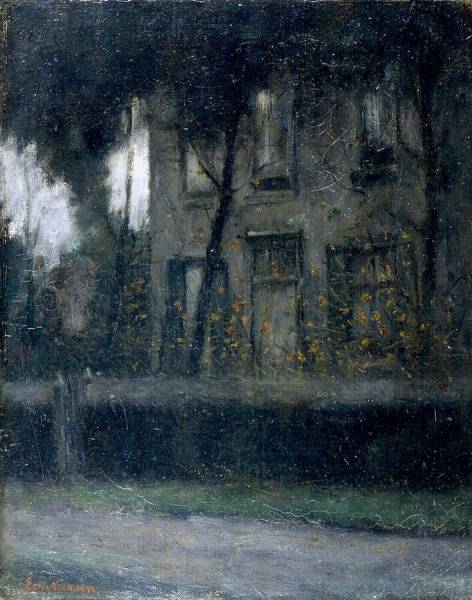
Het verlaten huis (Zelfportret), Kröller-Müller Museum
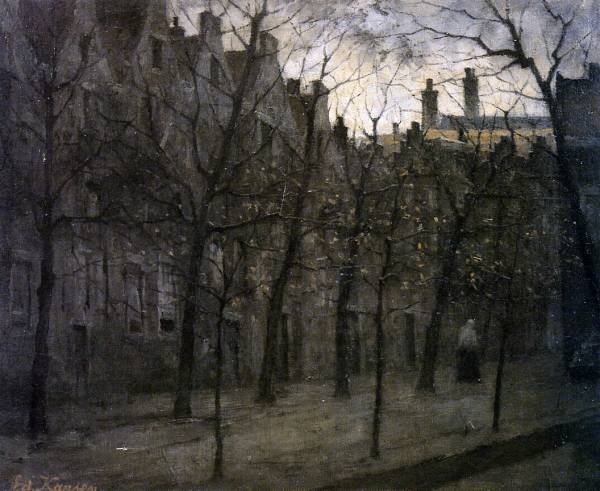
Begijnhof in Amsterdam
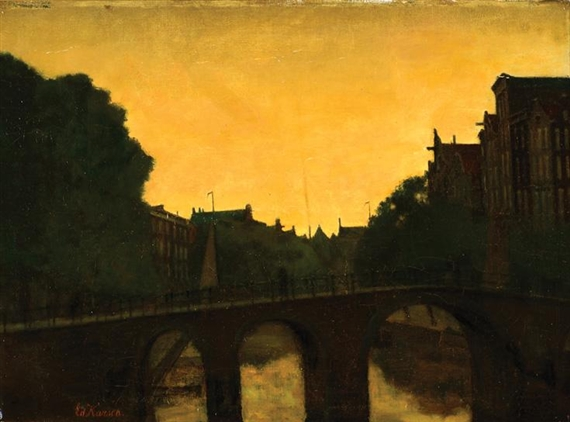
Brouwersgracht, Amsterdam
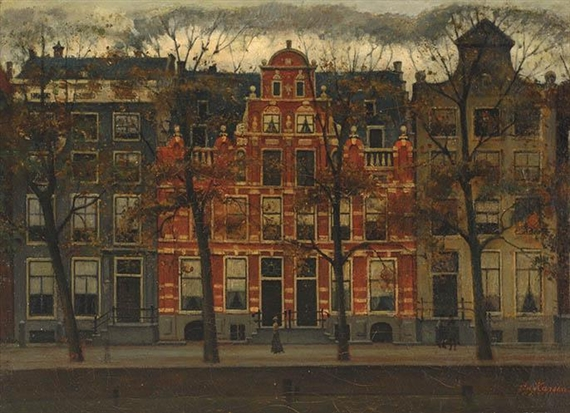
Bocht in de Herengracht (Bartolottihuis)
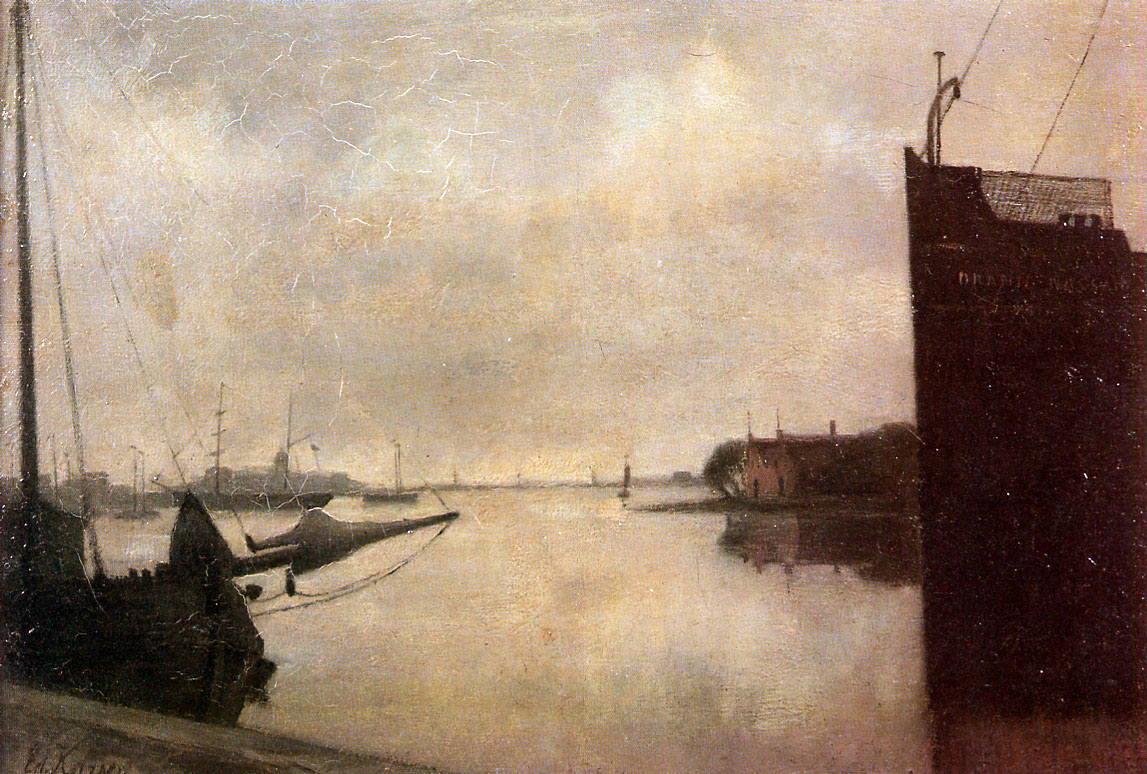
Amsterdam, het IJ
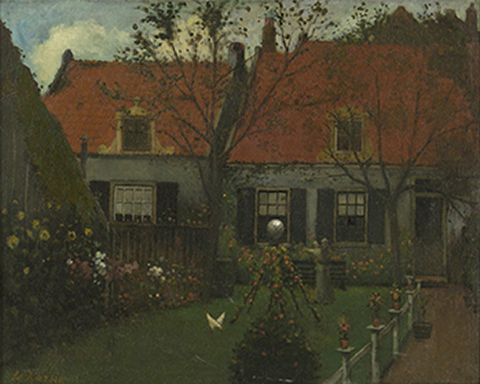
Tuinspiegel
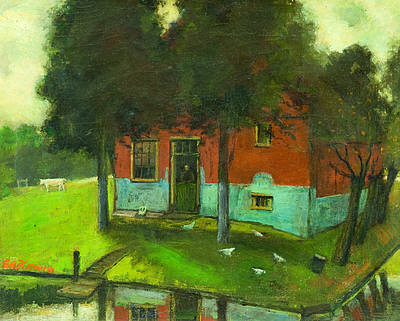
Huis met kippen
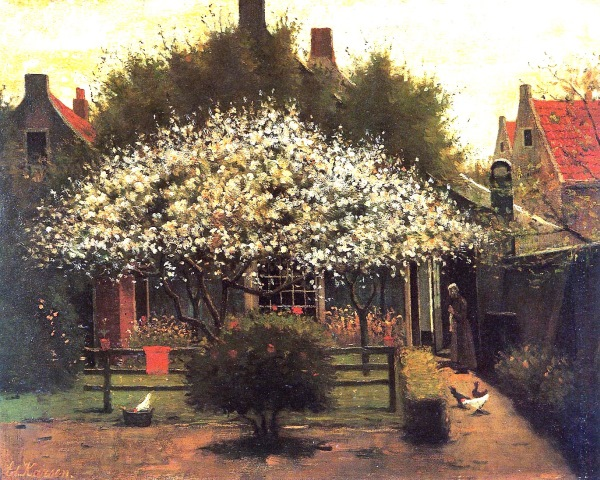
Tuin met bloeiende fruitbomen
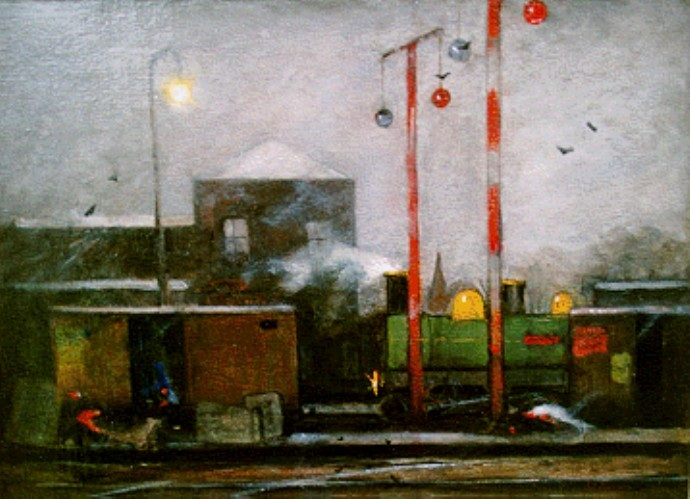
Spoorwegemplacement bij nacht
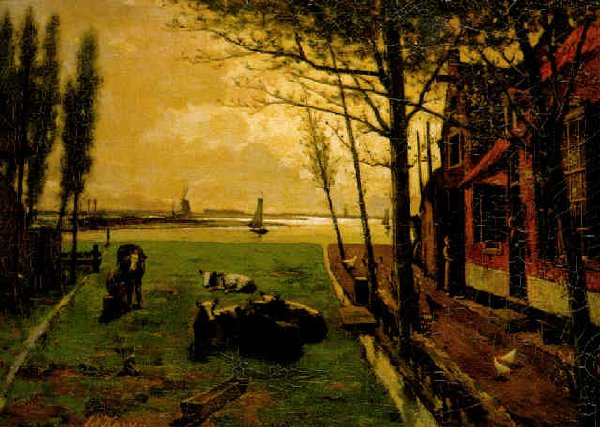
Boersche buurt
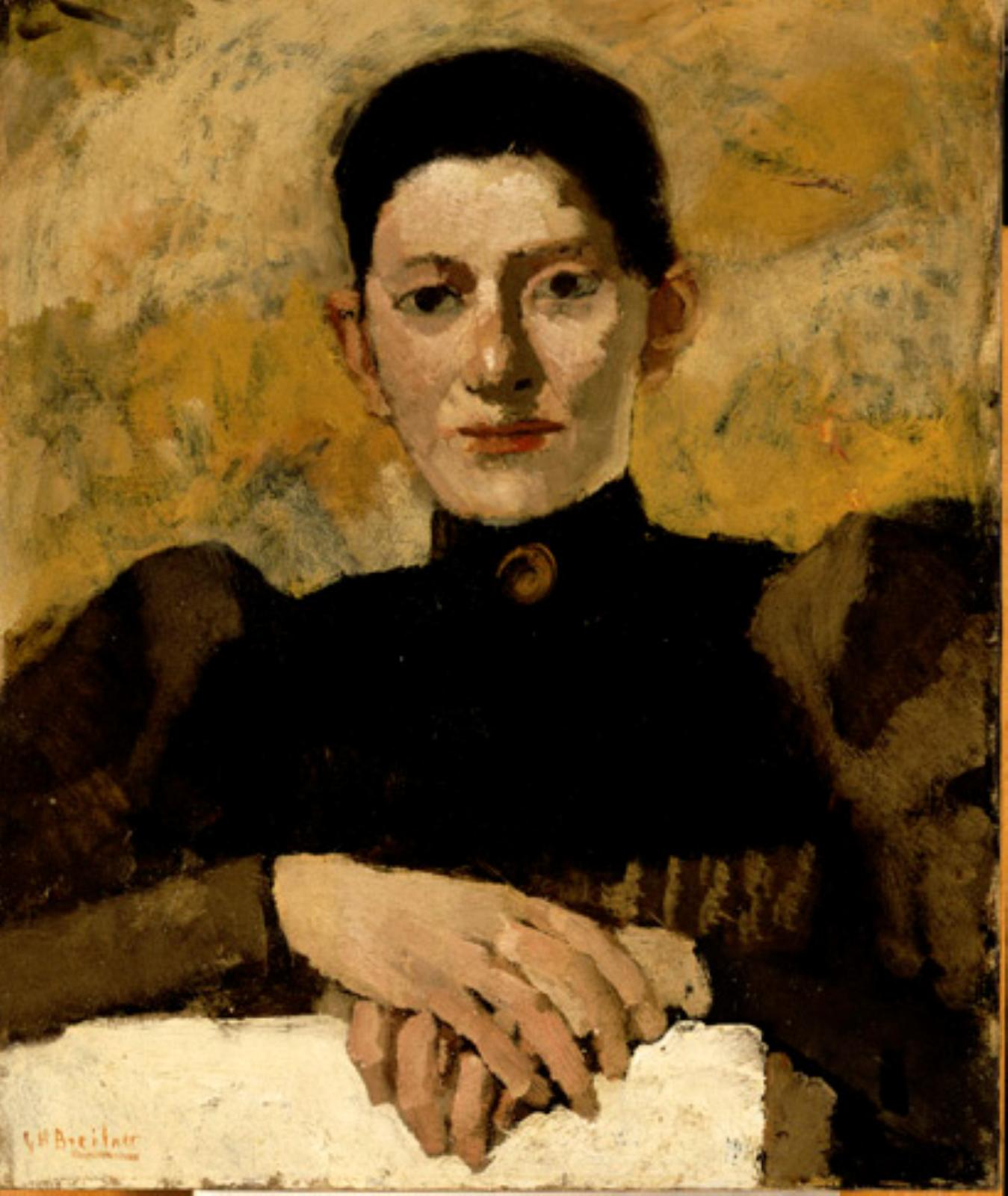
Saar de Swart, door George Hendrik Breitner